# Cahiagín Elbegdordzs
Cahiagín Elbegdordzs (mongol: Цахиагийн Элбэгдорж) (Zereg, Hovd megye, 1963. március 30. –) mongol demokrata párti politikus, 2009. május 24.  és 2017. július 10. között Mongólia választott elnöke volt. Elnöki megbízatását megelőzően kétszer volt Mongólia miniszterelnöke és négy alkalommal képviselő.
A nyolcgyermekes nomád pásztorcsaládból származó politikus katonai újságírónak tanult a Szovjetunióban. A gorbacsovi reformok hatására kezdett a közügyek iránt érdeklődni. Hazatérve az egyik vezetője lett 1990-ben annak a békés, demokratikus forradalomnak, ami véget vetett a csaknem 75 évnyi kommunista uralomnak.
Elbegdorzs 2014-ben Magyarországon járt hivatalos látogatáson. Előadást tartott a CEU-n, amit meghallgatott Soros György és Andre Goodfriend, az USA budapesti nagykövetségének ügyvivője is. Üdvözölte, Magyarország 2015 elején újra megnyitja 2006-ban bezárt ulánbátori nagykövetségét. Az ELTE Bölcsészettudományi Karon látogatása során nyitották meg a mongolisztikai kutatóközpontot.